# Psalm 28
Der 28. Psalm (nach griechischer Zählung der 27.) ist ein Psalm Davids und gehört zu den „Lobgesängen in der Nacht“.

## Gliederung
Der Psalm lässt sich in folgende Abschnitte gliedern:
- Vers 1–2: Bitte an Gott um Gebetserhörung
- Vers 3–5: Beschreibung der Frevler und der von ihnen ausgehenden Gefahr
- Vers 6–9: Dank für die Erhörung der eigenen Bitte und für den dem Volk gewährten Schutz

## Vertonungen
- Ich ruf zu dir, Herr Gott, mein Hort (SWV 125), ist ein vierstimmiger Liedersatz von Heinrich Schütz zum Psalm 28.